# Phymasterna rufocastanea
Phymasterna rufocastanea är en skalbaggsart som beskrevs av Leon Fairmaire 1889. Phymasterna rufocastanea ingår i släktet Phymasterna och familjen långhorningar.
Artens utbredningsområde är Madagaskar. Inga underarter finns listade i Catalogue of Life.